# Aphelandra sulphurea
Aphelandra sulphurea é uma espécie de planta da família Acanthaceae. É endémica do Equador. O seu habitat natural localiza-se em planícies florestadas subtropicais ou tropicais húmidas. Ela encontra-se ameaçada por perda de habitat.